# Stadio Sergio Lanfranchi (storico)
Lo stadio Sergio Lanfranchi di Parma era il campo sportivo che ospitava le squadre di rugby della Parma Rugby S.r.l., del Gran Parma Rugby, oltre che le partite casalinghe di football americano dei Panthers Parma.
Dotato di una capienza di 3 600 posti era considerato uno dei templi del rugby in Italia.
Lo stadio è stato abbattuto nel luglio 2008 in quanto l'area è stata scelta per edificarvi la sede operativa dell'Autorità europea per la sicurezza alimentare.
Con la sua demolizione la squadra di rugby Overmach Parma e il Rolly Gran Rugby giocheranno provvisoriamente le proprie gare nel nuovo impianto edificato dal comune in località Moletolo in attesa di un progetto per uno stadio definitivo sempre in zona Moletolo.